# Til Brugman
Mathilde Maria Petronella Brugman, nota come Til Brugman (Amsterdam, 16 settembre 1888 – Gouda, 24 luglio 1958), è stata una poetessa e scrittrice olandese.

## Biografia

### Infanzia e adolescenza (1888-1908)
Mathilde Maria Petronella Brugman, detta Til, nacque il 16 settembre 1888 ad Amsterdam, la maggiore di nove figli di Hermanus Joannes Brugman, un erudito uomo d'affari, e di Adriana Geertruida Johanna Zoons, una donna di rigida osservanza cattolica. Il padre, aperto e cosmopolita, possedeva dei vigneti in Francia e Spagna. Poliglotta, padroneggiava quindici lingue; insegnò francese alla primogenita all'età di tre anni. Fu da lui che Til Brugman imparò ad amare le lingue, spingendola, da adulta, ad apprendere il francese, l'inglese, lo spagnolo, il tedesco, l'italiano, il russo e tre lingue scandinave.
All'età di dieci anni entrò in un collegio cattolico per ragazze a Etten-Leur, dove imparò a suonare il pianoforte, a ricamare e a pregare; ne uscì all'età di diciotto anni.
Dopo pochi anni, a seguito di frequenti e inconciliabili discussioni, esacerbata soprattutto dallo zelo religioso della madre, lasciò la casa dei genitori.

### Giovinezza (1908-1926)
Dopo aver lasciato la famiglia, Brugman andò a vivere da sola ad Amsterdam, dove si guadagnò da vivere svolgendo lavori d'ufficio.
Grazie all'amicizia con il pittore Piet Mondrian, conosciuto nel 1908 durante un corso di danza, venne introdotta nel circolo Dada olandese, e si avvicinò agli artisti e agli architetti del movimento De Stijl: J.J.P. Oud, Cornelis van Eesteren, Vilmos Huszár, Theo van Doesburg.
Nel 1917 si trasferì all'Aia con la sua compagna, la cantante Sienna Masthoff (1892-1959). Una parte del loro appartamento venne progettata da Vilmos Huszár e arredata con pezzi unici di Gerrit Rietveld, fra cui un tavolo multicolore e una sedia bianca a doghe, ora nella collezione del Rijksmuseum. Rietveld comparirà anche come personaggio principale del suo romanzo del 1953 Spanningen, nelle vesti dell'ambizioso architetto Dirk Belders.
Brugman tradusse articoli per la rivista del movimento De Stijl e nel 1923 partecipò con Huszár e ai Van Doesburg alla campagna dada olandese, prendendo parte a serate di musica, recite e performance in varie parti del paese. Curò per i Paesi Bassi la rivista Merz di Kurt Schwitters e dai primi anni venti, viaggiando in Francia e Inghilterra, si occupò dell'attività di vendita di opere di Mondrian e di altri artisti Stijl come El Lissitzky, Hans Arp e Max Burchartz. Per un periodo studiò lingue, letteratura e psicologia all'università di Londra, adattandosi a dormire presso l'Esercito della Salvezza, e alla Sorbona di Parigi, sempre in condizioni di povertà.
Nel 1923 pubblicò sulle riviste Merz e De Stijl le sue prime poesie sonore, Weg e R, sperimentando nuove tecniche tipografiche, vicine alle "immagini sonore di lettere" prodotte in quello stesso periodo da Agnita Feis, Van Doesburg e Anthony Kok. L'anno successivo la poesia Engin d'amour comparve nella rivista d'avanguardia di Lione, Manomètre.
All'interno del movimento De Stijl Brugman occupò tuttavia un posto piuttosto marginale, in parte attribuibile all'atteggiamento misogino degli artisti dada, che nell'identificare il femminile con "il sentimentale, l'oscuro, il materiale e l'individuale", erano inclini a riconoscere maggiormente il valore del suo impegno organizzativo e di supporto, che quello delle sue personali capacità artistiche.
Tra gli anni 1917 e 1922 si ritiene che Brugman abbia realizzato un'edizione pronta per la stampa delle sue poesie, dando alla raccolta il titolo di Klankzin. Del manoscritto, andato perduto, non si conosce tuttavia nel dettaglio quali poesie contenesse, né se esse siano state in seguito pubblicate separatamente.

### Incontro con Hannah Höch, vita a Berlino (1926-1939)
Nell'estate del 1926, tramite Kurt e Helma Schwitters, conobbe l'artista tedesca Hannah Höch, con la quale avrebbe stretto una relazione sentimentale durata circa nove anni. Tra il 1926 e il 1929 la coppia visse nell'appartamento di Brugman all'Aia.

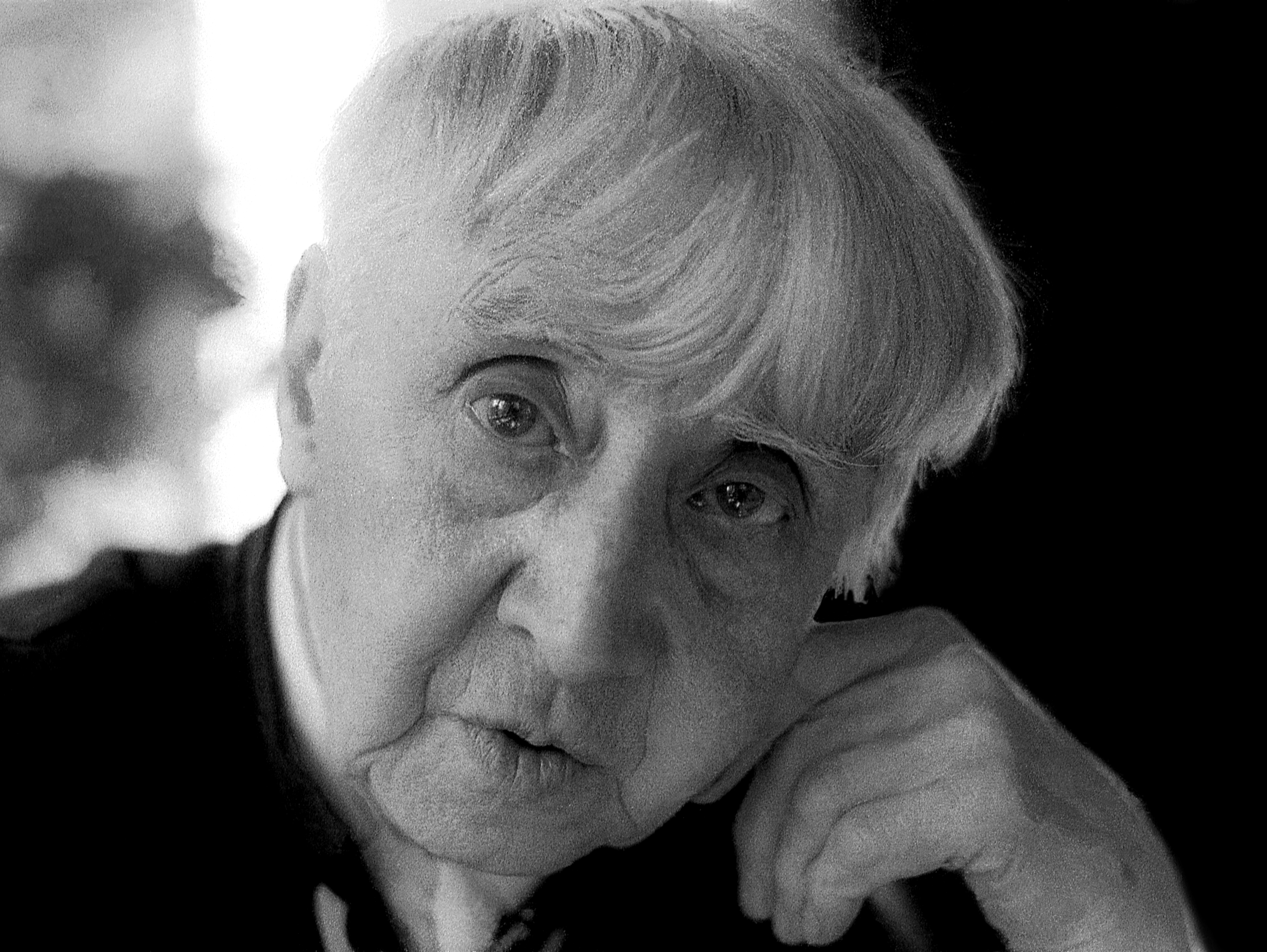
L'artista tedesca Hannah Höch, con la quale Til Brugmann visse per nove anni

Nel 1928 Brugman iniziò la realizzazione di un ciclo di opere, Bodem, Plant, Vrucht, Rood, Geel, Blauw (Terra, Pianta, Frutto, Rosso, Giallo, Blu), di carattere semibiografico, rimaste inedite, il cui titolo si ritiene le sia stato ispirato dal dipinto di Mondrian Composizione in rosso, giallo, blu e nero (1921). La passione e l'ambizione letteraria di Brugman in questi decenni è testimoniata sia dai contenuti della sua corrispondenza con Höch, sia dal gran numero di manoscritti redatti. In un'intervista avrebbe affermato di aver deciso di pubblicare solo dopo il compimento del cinquantesimo anno di età.
Per anni lavorò anche a un libro di citazioni per l'editore Leopold, che non venne pubblicato ma che costituì la base per il libro di S.W.F. Margadants Ventimila citazioni, aforismi e proverbi (Twintigduizend citaten, aphorismen en spreekwoorden, 1935).

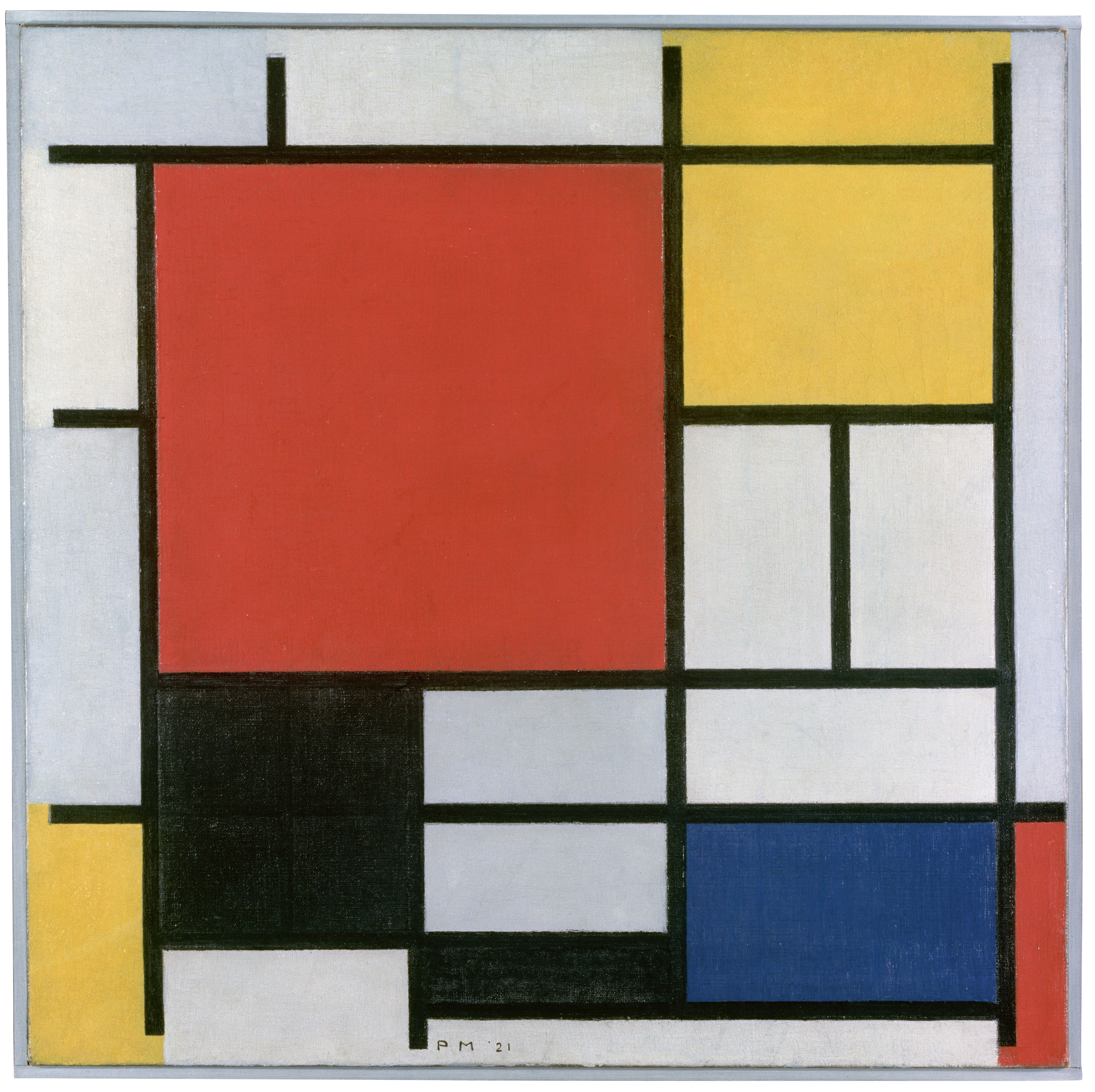
Piet Mondrian, Composizione in rosso, giallo, blu e nero (1921)

Nel 1930 si trasferì nello studio della compagna a Berlino, mantenendosi con lezioni private di lingua e traduzioni, e svolgendo l'attività di agente per la stessa Höch. Sotto l'influenza di quest'ultima, Brugman iniziò a scrivere in tedesco alcuni racconti di genere grottesco, intrisi di umorismo; fra i temi affrontati vi erano la critica al consumismo e alla scienza medica, la religione e la vita familiare borghese, ma anche la scomposizione del corpo e dell'immagine femminile in sezioni frammentate e ricomponibili, come un collage, sotto lo sguardo voyeuristico maschile, e la contaminazione fra elementi umani e meccanici, temi cari ad Höch e al dadaismo.
La prima collaborazione fra Brugman e Höch è rappresentata dal diario di viaggio Von Hollands Blumenfeldern, apparso nel 1933 in una rivista culturale, Atlantis, con le illustrazioni dell'artista tedesca. La loro seconda collaborazione, e il primo libro di Brugman scritto in tedesco, Sheingehacktes, di cui Höch disegnò il frontespizio, venne pubblicato da una piccola casa editrice berlinese, Rabenpresse, nel 1935.
Dal febbraio 1933 le leggi del partito nazista vietarono e repressero legalmente qualsiasi manifestazione o espressione di omosessualità, tuttavia Brugman e Höch continuarono a vivere insieme. Nel maggio 1936 la coppia si separò; Brugman lasciò l'appartamento in cui viveva e il suo posto venne occupato da Kurt Mattheis, il nuovo compagno di Höch. Nella casa rimasero numerosi suoi manoscritti del periodo 1926-1936, che sarebbero stati conservati dall'artista tedesca e da lei resi disponibili ai posteri. Nel 1937 Brugman si ammalò di una malattia renale cronica.

### Ritorno nei Paesi Bassi (1939-1958)
Nel 1939, all'età di 51 anni, la scrittrice olandese lasciò Berlino per Amsterdam con la sua nuova compagna, "Hans" (Johanna) Martineit-Schnabel, di diciannove anni più giovane di lei, insegnante al Nederlandsche Bond di Berlino. La coppia si stabilì nel quartiere Rivierenbuurt di Amsterdam. Durante l'occupazione nazista le due donne aiutarono diverse famiglie ebree ed altri immigrati illegali; costrette a fuggire, si nascosero prima nella frazione di Breukelerveen e in seguito a Reeuwijk, vivendo isolate e in povertà. Pochi mesi dopo la fine della guerra Brugman completò la scrittura di Spanningen, scritta principalmente durante l'occupazione; il libro verrà pubblicato solo nel 1953.
Nel 1946 il suo primo romanzo in lingua olandese, Bodem: Marcus van Boven, Gods knaap, venne pubblicato da De Bezige Bij. Per un'autrice formatasi con i dadaisti, quest'opera - fra i cui principali personaggi figura una zelante madre cattolica, ispirata alla stessa madre di Brugman - sorprende per il suo stile arcaico, l'uso di termini obsoleti, la complessa sintassi e per i temi trattati, il peccato e la penitenza, che contribuiscono a creare un'atmosfera pesante e opprimente. L'editore di Bodem, preoccupato dalla reazione di condanna dell'opera da parte delle gerarchie cattoliche, rescisse il contratto con Brugman che prevedeva anche la pubblicazione di successivi volumi, costringendo l'autrice, in difficoltà economiche, a vendere la sua collezione di opere d'arte di Mondrian, El Lissitzky e Kurt Schwitters.

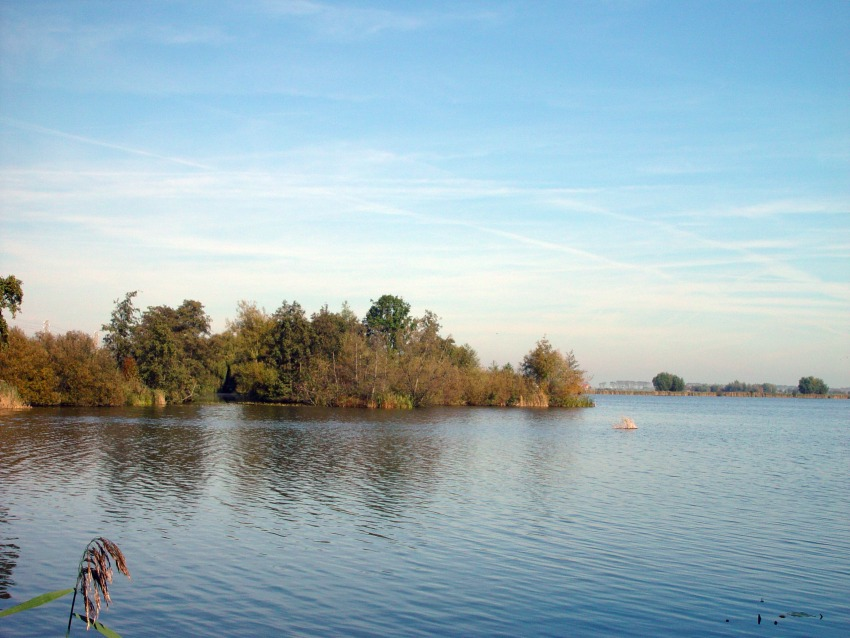
Laghi di Reeuwijk, nei pressi dei quali abitò Til Brugman negli ultimi decenni della sua vita

Nel 1948 Mertineit e Brugman si trasferirono in una casa di legno sui Laghi di Reeuwijk, dove Brugman rimase fino alla fine della sua vita. Le pubblicazioni si susseguirono rapidamente, in generi molto diversi: romanzi, romanzi documentari, libri per bambini, racconti (fino al 1947 ne produsse circa 300), una storia culturale del gatto (Wiben en de katten, 1952). Nel 1948 pubblicò il libro per bambini Tijl Nix, l'asciuga-lacrime, tradotto anche in francese e in italiano, e l'anno successivo fu la volta di De houten Christus (Il Cristo di legno) e di un racconto di ispirazione lesbica, intitolato Voll Gnade (Piena di grazia).
Nel 1952 pubblicò i libri per ragazzi, De Vlerken e Maras Puppe; nel 1953 il romanzo Spanningen e l'anno dopo il romanzo Kinderhand. Nel 1956 uscì il romanzo De zeebruid e nel 1957 il libro per ragazzi Eenmaal vrienden altijd vrienden (Una volta amici, amici per sempre). La scrittrice collaborò regolarmente con alcuni giornali e riviste: prima della guerra pubblicò numerosi racconti di viaggio sul quotidiano olandese di tendenza liberale Nieuwe Rotterdamsche Courant, a guerra finita suoi contributi comparvero su Kroniek van Kunst en Kultuur,
Nel giugno 1952 nella mostra De Stijl realizzata allo Stedelijk Museum di Amsterdam, vennero esposte le poesie sonore di Brugman, annoverandola in questo modo fra le pioniere della poesia visiva olandese degli anni venti. Nello stesso anno ricevette per le sue opere il premio Marianne Phillips e il Novellenprijs dalla città di Amsterdam.
Nel 1953 lesse brani di Spanningen in un evento dedicato alle donne lesbiche.
Nel 1954 tradusse in olandese il saggio Spazio, tempo e architettura (Ruimte, tijd en bouwkunst) di Sigfried Giedion e la prima monografia di Will Grohmann su Paul Klee.
Dal 10 luglio 1956, a causa della sua malattia, non poté più alzarsi dal letto della sua stanza nella casa di Reeuwijk, e a causa della sua parziale immobilità, per scrivere si fece aiutare dalla compagna; sul soffitto appese un cartello con la scritta A la recherche du silenzio perdu.
Di questo periodo è il romanzo De zeebruid (1956), ambientato nei bassifondi di Marsiglia, nel quale la scrittrice continua a servirsi di termini stranieri, arcaismi e dialetti, come lo slang bargoens usato dai venditori ambulanti, vagabondi e ladri, collocandosi più fra le avanguardie prebelliche che fra le nuove generazioni di letterati.
Il 24 luglio 1958 morì in un ospedale di Gouda all'età di 69 anni.

## Opere

### Pubblicazioni in riviste (selezione)
- W, in Merz (rivista) e De Stijl (rivista), 1923
- Engin d'amour, in Manomètre, 1924
- Von Hollands Blumenfeldern, illustrato da Hannah Höch, in Atlantis, 1933

### Libri
- Sheingehacktes, illustrato da Hannah Höche, Rabenpresse, 1935
- Bodem: Marcus van Boven, Gods knaap, De Bezige Bij, 1946
- De houten Christus, 1949
- Wiben en de katten, 1951
- Spanningen, 1953
- Kinderhand, 1954
- De zeebruid, 1956

#### Libri per bambini
- Tijl Nix, de tranendroger, 1948
- Maras Puppe: eine Puppe erzählt aus ihrem Leben, 1952
- De vlerken, 1953
- Eenmaal vrienden altijd vrienden, 1957

### Edizioni postume
- Spiegel en lachspiegel, 1959
- Wat de pop wist, 1963 (libro per bambini)
- Tot hier toe en nog verder: notities (jaarwisselingsgeschenk), 1979 (150 copie)
- Schijngehakt: grotesken en novellen, 1994
- Das vertippte Zebra. Lyrik und Prosa, Hoho, 1995

## Critica
Una costante nell'opera di Til Brugman, nel suo complesso di difficile classificazione, è costituita dal suo "idealismo pedagogico", ossia dalla convinzione riposta nell'arte come strumento di miglioramento sociale e di elevazione morale, come "guida per l'umanità"; la sua produzione nel dopoguerra contiene "un grande appello all'immaginazione, alla solidarietà e all'ottimismo, contro l'intorpidimento, l'egocentrismo e il fatalismo."
Secondo Marleen Stub, questa tendenza di Brugman al "filosofare pedagogico" avrebbe reso pedante e poco attraente la sua produzione del dopoguerra, così come i suoi racconti grotteschi, scritti nei decenni precedenti, sarebbero risultati troppo "diversi", troppo avanguardistici per quei tempi.
Dopo i premi che le vennero attribuiti nel 1952, non ricevette più alcun riconoscimento. Dopo la sua morte le sue opere caddero nell'oblio, per essere in parte riscoperte nei circoli lesbici negli anni '80, quando alcune riviste le dedicarono alcuni articoli o numeri monografici, nei quali venne riscoperta soprattutto come figura di donna lesbica ai margini dell'avanguardia. La prima biografia sulla scrittrice è stata pubblicata nel 1994; scritta da Marleen Slob, porta il titolo "De mensen willen niet rijpen, vandaar." Leven en werk van Til Brugman ("Le persone non vogliono maturare, ecco perché". Vita e opera di Til Brugman.